# Zwarte appelbes (hybride)
De zwarte appelbes (Aronia ×prunifolia) is een struik die in Nederland aangeplant is en daarna verwilderd en ingeburgerd, alhoewel zeldzaam. De zwarte appelbes is verwilderend in Vlaanderen, en komt niet voor in Wallonië. Ze is afkomstig uit de Verenigde Staten.
Het is een waarschijnlijk een natuurlijke hybride van de zwarte appelbes (Aronia melanocarpa) en de rode appelbes (Aronia arbutifolia), beide inheems in het oosten van de Verenigde Staten. Dee hybride wordt soms ook wel bastaardappelbes genoemd ter onderscheid met de zwarte appelbes.
Sommigen, onder wie botanicus Alan Weakley, beschouwen de hybride als een zelfstandige soort. Anderen wijzen erop dat de bes veel verschillen vertoont per plant. Zo kan de bes vrij paars tot donkerpaars zijn met slechts een hint van de zwarte kleur of juist erg zwart zijn met slechts een paarse gloed erin.